# Péczely József (pedagógus)
Péczeli Péczely József (Komárom, 1789. november 26. (keresztelés) – Debrecen, 1849. május 23.) pedagógus, történész, költő, a Magyar Tudós Társaság rendes tagja. 1815-től haláláig volt a Debreceni Református Kollégium meghatározó tanáregyénisége. Összefoglaló egyetemes és magyar történeti munkái mellett magyar és latin nyelvű versei is fennmaradtak.
Varjas János (1721–1786) pedagógus unokája, Péczeli József (1750–1792) költő, műfordító, református lelkész fia. Neve egyes forrásokban ifj. Péczely József alakban tűnik fel.

## Életútja
Péczeli József költő és Varjas Katalin fiaként született Komáromban 1789. novemberében, november 26-án keresztelték meg. (Több forrás tévesen december 25-ét jelöli meg születése napjaként). Apja korai halálát (1792. december 4.) követően, 1792-ben édesanyjával Debrecenbe költözött. A Debreceni Református Kollégium növendéke volt 1804 és 1809 között. Mint végzett diákra, 1809-ben rábízták a poéták osztályának tanítását. Itteni egyik tanára és fiatal éveinek vezetője, Budai Ézsaiás történetíró nagy hatással volt későbbi pályájára. 1811 márciusától 1813-ig a Mezőtúri Református Kollégiumot vezette rektorként. Ezt követően rövid ideig a Bécsi Egyetemen tanult, majd 1814–1815-ben a Göttingeni Egyetemen képezte tovább magát. 1815-ben hazatért és november 9-én kinevezést nyert a Debreceni Református Kollégiumba mint a történelem, illetve a görög–latin tanszékek tanára, továbbá mint a kollégium könyvtárosa (ez utóbbi tisztséget 1831-ig látta el). Az elkövetkező évtizedekben oktatómunkája mellett négy ízben töltötte be a kollégium rektori tisztségét (1818, 1822, 1829, 1847). 
Minden évben előadta az egész újkori történelmet, még pedig 1827, valamint 1830-tól kezdve egészen haláláig, saját tankönyve, a Summarium szerint. Míg a legújabb kor történetében a holland és észak-amerikai szabadságharcok, Stuart Mária története, a harmincéves háború, a lengyel nemzet bukása, meg a francia forradalom vonzották; a magyar történelemben Nagy Lajos, a Hunyadiak kora, a mohácsi vész voltak a legkedveltebb tárgyai.

## Munkássága
A kollégium tanáraként jelentős szerepet játszott az iskola és Debrecen szellemi életében egyaránt. Támogatta a diákok önképzését, a négykötetes Lant című kiadványban közreadta a kollégium tanulóinak verseit (1832–1835). A Magyar Tudós Társaságnál 1841. április 13-án kelt levelében 5000 forintos alapítványt tett szépirodalmi és történeti művek, pályamunkák díjazására (Péczely-díj).
1841-ben közreadott oktatási tervezetében támogatta a magyar nyelvű tanítás és a négyéves iskolakötelezettség általános bevezetését, javaslatokat tett a négyosztályos elemi iskolai és hatosztályos gimnáziumi oktatásból álló iskolarendszer beindítására, hitet tett az iskolai testnevelés fontossága mellett. Korszerű javaslatait nem fogadták el. Az 1842. június 6-án kelt alapítólevelében 500 pengőforintot adott a pozsonyi evangélikus líceumnak, hogy ennek az összegnek a kamatait a nemzeti irodalom ébresztését, gyarapodását célzó versenyzésre fordítsák.
Történetírói szemléletét alapvetően rendi felfogás jellemezte, de történeti munkáiban a felvilágosodás liberális és a reformkor haladó eszmei vonásai is megjelentek. Latin nyelvű világtörténelmi összefoglalását, amelyben Amerika felfedezésétől a francia forradalomig taglalta a történeti eseményeket, 1830-ban fejezte be. 1837-ben jelent meg Magyarország és a magyarok elmúlt évszázadait áttekintő történeti műve.
Mindemellett maga is verselt latin, illetve magyar nyelven. Részben klasszikus, részben a romantika szellemiségében fogant költeményeinek nagy része Epigrammák s' apróságok (1832) című könyvében maradt fenn. Népszerű halottibeszéd-író volt, ő búcsúztatta Debrecen több notabilitását, például Benedek Mihály református püspököt, Simonffy Sámuel városi főbírót, Budai Ézsaiás történészt, klasszika-filológust. További fennmaradt írásaiban irodalomkritikai és esztétikai kérdésekkel is foglalkozott, de 1838. augusztus 30-ai akadémiai székfoglalójában például a nemzetgazdaság és a kulturális állapotok közötti kapcsolódási pontokat elemezte. Állandó levelezésben állt Kazinczy Ferenccel és Toldy Ferenccel, s kiadta apja, a nagy hírű komáromi református prédikátor, Péczeli József erkölcsi prédikációit (1831–1833).

### Társasági tagságai és elismerései
1832-ben a Magyar Tudós Társaság levelező, 1837. szeptember 4-én az igazgatóság pedig vidéki rendes tagjává választotta. 1836-tól alapító tagja volt a Kisfaludy Társaságnak.

### Főbb művei
- Summarium historiae recentioris Europae, a detectione Americae ad revolutionem Gallicam I–II. Debrecen: (kiadó nélkül). 1827–1830.
- A’ magyarok’ történetei Á’siából kijövetelektől fogva a’ mai időkig I–II. Debrecen: Tóth. 1837.   REAL-EOD